# Antonio Mingote Barrachina

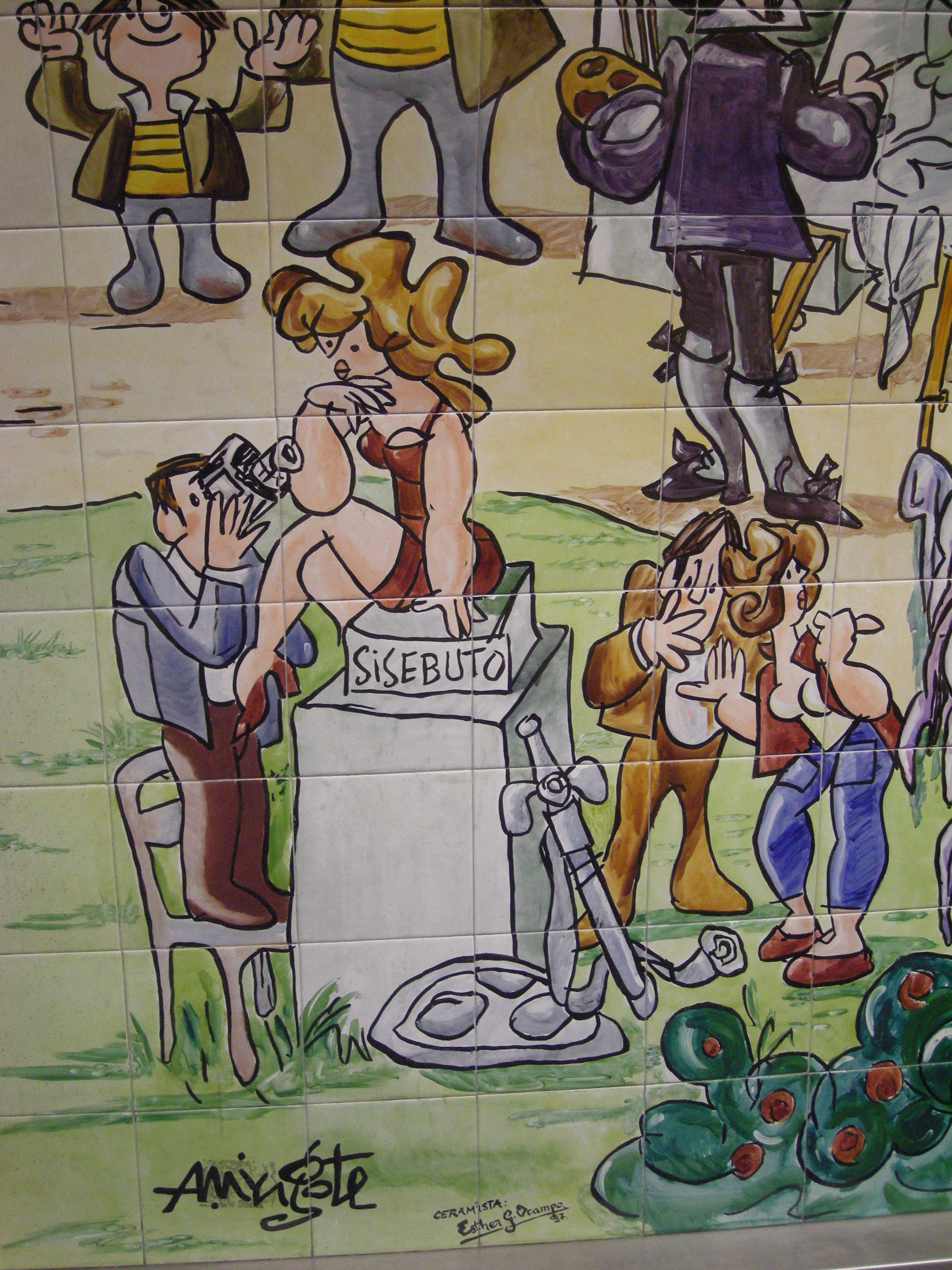
Detall del mural de Mingote a l'estació de Retiro del Metro de Madrid (1987)

Antonio Mingote Barrachina (Sitges, 17 de gener del 1919 - Madrid, 3 d'abril de 2012) fou un dibuixant humorístic, escriptor i periodista.

## Biografia
Antonio Mingote va ser fill del músic Ángel Mingote, natural de Daroca, i de Carmen Barrachina, escriptora nascuda a Batea, ambdós establerts a Sitges. De ben jove s'afeccionà a la lectura i aprengué a dibuixar de forma autodidacta. Passà la seva infància entre Daroca, Calataiud i Terol, on estudià. Va ser deixeble del pintor Ángel Novella.
Passada la guerra civil entrà a l'Academia de Transformación de Infantería de Guadalajara, on comença a dibuixar en la revista La Cabra. Començà -sense acabar-los- estudis de Filosofia i Lletres a la Universitat de Saragossa. S'establí a Madrid on es feu amic amb Rafael Azcona i Carlos Clarimón.
Inicià la seva carrera com a humorista gràfic a la revista La Codorniz el 1946 de la mà del seu director, Álvaro de la Iglesia. En el 1948 publicà la seva primera novel·la, Las palmeras de cartón i el 19 de juny del 1953 encetà una col·laboració amb el diari ABC que encara dura. Dos anys després, en el 1955, li fou encomanada la direcció de la revista humorística Don José, que aplegà periodistes i humoristes que es farien famosos, i que dirigí en els seus cent primers números. L'any 1974 escriví el llibret de la peça El oso y el madrileño, una revista musical de Mario Clavel. A l'any següent va ser l'autor del guió de la sèrie televisiva Este señor de negro, dirigida per Antonio Mercero i protagonitzada per José Luis López Vázquez. Mingote ha escrit també guions cinematogràfics en col·laboració amb el productor José Luis Dibildos, com els dels films Soltera y madre en la vida, Pierna creciente, falda menguante, Hasta que el matrimonio nos separe, Vota a Gundisalvo. Posteriorment escrigué una segona novel·la, Adelita en su desván.
En honor de l'artista, l'any 1967 l'editorial Prensa Española va instituir un premi amb el nom de Mingote, que li fou atorgat en la primera edició. Aquesta distinció s'ha continuat donant des d'aleshores a humoristes i periodistes gràfics i, juntament amb els "Mariano de Cavia" i "Luca de Tena", ha assolit prestigi en la professió periodística. El 1970 es publica l'obra més eloqüent i filosòfica de Mingote, Hombre solo. Uns anys després apareix Hombre atónito, un reflex de la pròpia perplexitat davant dels variats comportaments humans.
La Real Academia Española el nomenà acadèmic el 1988; el seu discurs d'ingrés fou "La transición del humor de Madrid Cómico al de La Codorniz". El 24 de maig del 1996 va rebre la Medalla d'Or al Mèrit en el Treball conjuntament amb altres intel·lectuals famosos, com l'escriptor Camilo José Cela i el poeta Rafael Alberti. El 1987 fou investit membre de la Real Academia Española, on ocupà el seient 'r'. El desembre del 2005 rebé el nomenament de Doctor Honoris Causa per la Universitat d'Alcalà d'Henares, i el gener del 2007 ho va ser per la Universidad Rey Juan Carlos.
Va morir el 3 d'abril de 2012 degut a un càncer hepàtic a l'edat de 93 anys.
Els acudits de Mingote han tingut i tenen prestigi internacional, i han aparegut a les planes de publicacions com The New York Times, The Times Wednesday i el Daily Telegraph.

## Premis
- 1961 Creu de Cavaller de la Orden de Isabel la Católica
- 1967 Premi Mingote
- 1976 Premi Ondas
- 1979 Premis Juan Palomo, Larra i Víctor de la Serna
- 1980 Premio Nacional de Periodismo
- 1988 Premio iberoamericano de humor gráfico "Quevedos"
- 1988 Medalla d'Or al Mèrit Artístic
- 1989 Premi Torre de marfil
- 1989 Premio a la Transparencia (ANFEVI)
- 1995 Medalla d'Or de l'Ajuntament de Madrid
- 1996 Medalla d'Or al Mèrit en el Treball
- 1997 Creu de plata de la Guàrdia civil
- 1998 Cartero Honorario de España
- 1999 Pluma d'or de El Club de la Escritura
- 2001 Premi Personalidad
- 2002 Premio Luca de Tena
- 2005 Doctor Honoris Causa per la Universitat d'Alcalà d'Henares
- 2007 Doctor Honoris Causa per la Universitat Rey Juan Carlos
- Premi Gat Perich
- Medalla d'Or de les Belles Arts

## Selecció d'obres
- Historia de la gente
- Historia de Madrid
- Historia del traje
- Las palmeras de cartón
- Hombre solo
- Hombre atónito
- Historia del mus
- Mi primer Quijote
- Patriotas adosados
- El conde Sisebuto